# Arsène Lupin (2004)
Arsène Lupin (Brasil: Arsène Lupin – O Ladrão Mais Charmoso do Mundo / Portugal: Arsène Lupin - O Ladrão Sedutor) é um filme franco/ítalo/hispânico/inglês, de 2004, do gênero aventura, dirigido por Jean-Paul Salomé, roteirizado pelo diretor e Laurent Vauchand, baseado no livro de Maurice Leblanc, música de Debbie Wiseman.

## Sinopse
Arsène Lupin harmoniosa infância termina abruptamente com a morte de seu pai, um notório ladrão. Vinte anos depois, seguindo a carreira do pai, torna-se um ladrão despreocupado e empolgado, cavalheiresco e não violento. Seu encontro com a jovem Condessa de Cagliostro, cujas tendências criminosas superam as suas próprias, lhe dará a formação necessária e se transformará de um simples batedor de carteiras a um ladrão de primeira categoria, pronto para feitos mais grandiosos. Na busca de um fabuloso tesouro, perdido dos reis da França, irá encontrar o seu passado.

## Elenco
- Romain Duris ....... Arsène Lupin
- Kristin Scott Thomas ....... Joséphine – condessa de Cagliostro
- Pascal Greggory ....... Beaumagnan - Théophraste Lupin
- Eva Green ....... Clarisse de Dreux-Soubise
- Robin Renucci ....... O duque de Dreux-Soubise
- Patrick Toomey ....... Léonard
- Mathieu Carrière ....... O duque d'Orléans
- Philippe Magnan ....... Bonnetot
- Philippe Lemaire ....... O cardeal d'Etigues
- Marie Bunel ....... Henriette Lupin
- Françoise Lépine ....... A duquesa
- Aurélien Wiik ....... Jean Lupin
- Jessica Boyde ....... A mulher dos diamantes
- Guillaume Huet ....... Arsène Lupin criança
- Adèle Csech ....... Clarisse criança